# Zenderen
Zenderen is het op een na grootste dorp in de Twentse gemeente Borne in de Nederlandse provincie Overijssel. Het heeft zo'n 1.325 inwoners (2023).

## Geschiedenis
Zenderen is al een oude kern. Al in de tiende eeuw wordt de plaats genoemd. Een boerderij in Sindron hoorde toen onder de hof die de abdij van Werden in De Lutte bezat. De plaatsnaam zou ontleend zijn aan sintels, ook wel ijzererts genoemd. De ijzererts is nog altijd te vinden in de grond bij Zenderen. Mogelijk maakte men daar plaatselijk ijzer van, echter zijn er vooralsnog geen resten van een smidse of iets dergelijks gevonden die dat ondersteunen. In de loop van de eeuwen verbasterde de plaatsnaam via Sinderon, Sinderen en Senderen naar de huidige plaatsnaam Zenderen. In Zenderen lag in de veertiende eeuw aan de Azelerbeek de burcht Hondeborg.
Als marke was Zenderen lang opgedeeld in Voor-Zenderen, Achter-Zenderen, Hondenhoek, Kattenhoek, Elhorsterhoek, Tusveld en Bornerbroek. Voor het handelsverkeer over het water was het een belangrijk knelpunt, met de Bornsebeek en de Azelerbeek, met name in de periode dat er nog turf over het water werd vervoerd.

## Religie
Aan de buitenrand van het dorp liggen de Karmelkloosters van de paters karmelieten en de zusters karmelietessen. De parochie draagt de naam van de Onbevlekte Ontvangenis.

## Verkeer en vervoer
Ten zuiden van Zenderen ligt de spoorlijn Almelo - Salzbergen. Nabij Zenderen lag aan deze spoorlijn van 1888 tot 1941 stopplaats Zenderen.
Door Zenderen loopt de provinciale weg 743. De weg loopt van Almelo naar Hengelo (Overijssel) en komt onderweg door Zenderen en Borne (Overijssel).

## Sport en recreatie
Deze plaats is gelegen aan de Europese wandelroute E11, ter plaatse ook wel Marskramerpad of Handelsweg geheten.
In Zenderen is de sportvereniging ZV te vinden, wat staat voor Zenderen Vooruit. Hier wordt zowel handbal, voetbal als tennis gespeeld.

## Geboren in Zenderen
- Hennie Kenkhuis (1952-2021), politicus